# Fouvent-Saint-Andoche
Fouvent-Saint-Andoche – miejscowość i gmina we Francji, w regionie Burgundia-Franche-Comté, w departamencie Górna Saona.
Według danych na rok 1990 gminę zamieszkiwało 259 osób, a gęstość zaludnienia wynosiła 7 osób/km² (wśród 1786 gmin Franche-Comté Fouvent-Saint-Andoche plasuje się na 489. miejscu pod względem liczby ludności, natomiast pod względem powierzchni na miejscu 17.).